# Rombicosidodecaedro

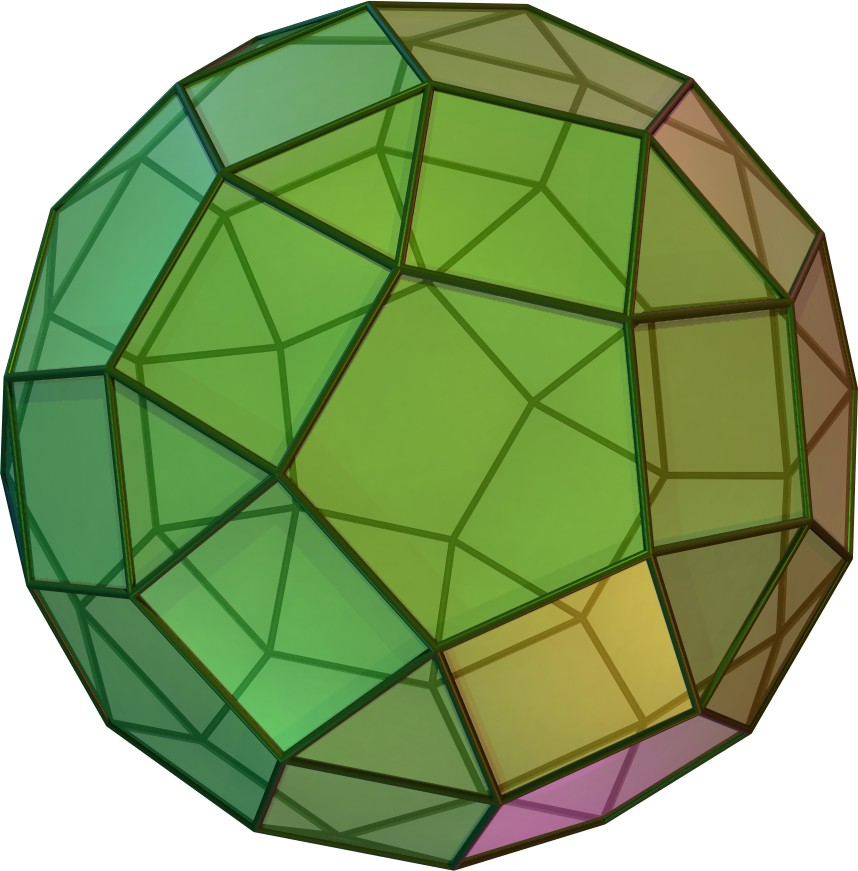
Rhombicosidodecahedron

Em geometria, o rombicosidodecaedro, ou pequenas rombicosidodecaedro, é um sólido de Arquimedes, um dos treze sólidos convexos isogonais não prismáticos construídos a partir de faces de dois ou mais tipos de polígonos regulares.
Tem 62 faces, das quais 20 são triângulos regulares, 30 são quadrados, e 12 são pentágonos regulares, 60 vértices e 120 arestas.
O nome rombicosidodecaedro refere-se ao fato de que as 30 faces quadradas ficam no mesmo plano, como as 30 faces do triacontaedro rômbico que é dual para o icosidodecaedro.
Ele também pode ser chamado de um expandido dodecaedro ou icosaedro, a partir de operações de truncamento no poliedro uniforme.

## Relações geométricas
Se você expandir um icosaedro movendo sua face para longe da origem, na quantidade certa, sem alterar a orientação ou tamanho das faces, e fazer o mesmo com o seu dodecaedro dual e o trecho dos buracos do quadrados no resultado, você obtém um rombicosidodecaedro. Portanto, ele tem o mesmo número de triângulos como um icosaedro e o mesmo número de pentágonos como um dodecaedro, com um quadrado para cada aresta de qualquer outro.
O rombicosidodecaedro ações vértice de um acordo com o pequeno estrelado dodecaedro truncado, e com o uniforme de compostos de seis ou doze pentagrammic prismas.
O Zometool kits para fazer cúpulas geodésicas e outros poliedros uso de fenda bolas como conectores. As bolas são "expandido" rhombicosidodecahedra, com as praças substituído por retângulos. A expansão é escolhido de modo que a resultante retângulos são retângulos áureos.

## Coordenadas cartesianas
As coordenadas cartesianas para os vértices de um rombicosidodecaedro com o comprimento da aresta 2 centrada na origem, são todas permutações de:
(±1, ±1, ±φ3),
(±φ2, ±φ, ±2φ),
(±(2+φ), 0, ±φ2),
onde φ = ⁠1 + √5/2⁠ é a razão de ouro.

## Projeções ortogonais
O rombicosidodecaedro tem cinco especial projeções ortogonais, centralizado, em um vértice, em dois tipos de bordas, e três tipos de faces: triângulos, quadrados e pentágonos. Os dois últimos correspondem a A2 e H2 nos planos Coxeter.
| Centrado por         | Vértice | Aresta 3-4 | Aresta 5-4 | Face Quadrada | Face Triângular | Face Pentagonal |
| -------------------- | ------- | ---------- | ---------- | ------------- | --------------- | --------------- |
| Imagem               |         |            |            |               |                 |                 |
| Projeção de simetria | [2]     | [2]        | [2]        | [2]           | [6]             | [10]            |
| Imagem Dual          |         |            |            |               |                 |                 |

## Ladrilhos esféricos
O rombicosidodecaedro também pode ser representado como ladrilhos esféricos, e projetados para o plano através de uma projeção estereográfica. Esta projeção é conformal, preservanvando os ângulos, mas não áreas ou comprimentos. Linhas retas sobre a esfera são projetados como arcos circulares no plano.
|                      | Pentágono-centrado       | Triângulo-centrado       | Quadrado-centrado        |
| Projeção ortográfica | Estereográfica projeções | Estereográfica projeções | Estereográfica projeções |

## Poliedros relacionados

A expansão de um dodecaedro ou um icosaedro cria um rombicosidodecaedro.

### Mutações simétricas
Este poliedro é topologicamente relacionado como parte de uma sequência de poliedros cantilados com vértice na figura 3.4.n.4), que continua como estrutura do plano hiperbólico. Esta figura de vértice-transitivo (*n32) tem simetria reflexiva.

### Sólidos de Johnson
Existem 13 Sólidos de Johnson relacionados, 5 por diminuição, e 8 incluindo rotações:
| J5 | 76 | 80 | 81 | 83 |

| 72 | 73 | 74 | 75 |
| 77 | 78 | 79 | 82 |

### Arranjo do vértice
O rombicosidodecaedro compartilha seu arranjo de vértice com três poliedros uniformes não convexos: o pequeno dodecaedro estrelado truncado, o pequeno dodecicododecaedro (tendo a forma triangular e faces pentagonais em comum), e o pequeno rombidodecaedro (com faces quadradas em comum).
Ele também compartilha seu arranjo de vértice com o poliedro uniforme e compostos de seis ou doze prismas pentagramas.
| Rombicosidodecaedro                   | Pequeno dodecicosidodecahedron       | Pequeno rombidodecaedro              |
| Pequeno estrelado dodecaedro truncado | Composto de seis prismas pentagramas | Composto de doze prismas pentagramas |

## Gráfico do rombicosidodecaedro
Em matemática no campo da teoria dos grafos, um gráfico do rombicosidodecaedro é o gráfico de vértices e arestas do rombicosidodecaedro, um dos sólidos de Arquimedes. Ele tem 60 vértices e 120 bordas, e é um gráfico quártico dos gráficos de Arquimedes.
|  |  |